# Hemicycla
Hemicycla is een geslacht van slakken uit de familie van de tuinslakken (Helicidae).
De wetenschappelijke naam is voor het eerst geldig gepubliceerd in 1840 door William Swainson, die het als een ondergeslacht van Helix beschouwde.

## Voorkomen
Deze slakken zijn endemisch in de Canarische eilanden, en een soort is vaak beperkt tot een bepaald eiland of een deel van een eiland. Hemicycla bidentalis bijvoorbeeld is endemisch op een deel van het eiland Tenerife en Hemicycla saulcyi op een deel van Gran Canaria.

## Soorten[2]
- Hemicycla berkeleii (Lowe, 1861)
- Hemicycla bethencourtiana (Shuttleworth, 1852)
- Hemicycla bidentalis (Lamarck, 1822)
- Hemicycla consobrina (Férussac, 1822)
- Hemicycla diegoi M. Neiber, R. Vega-Luz, R. Vega-Luz & S. Koenemann, 2011
- Hemicycla distensa (Mousson, 1872)
- Hemicycla efferata (Mousson, 1872)
- Hemicycla ethelema (Mabille, 1882)
- Hemicycla eurythyra (Boettger, 1908)
- Hemicycla fritschi (Mousson, 1872)
- Hemicycla fuenterroquensis Castro, Yanes, Alonso & Ibáñez, 2012
- Hemicycla fulgida Alonso & Ibáñez, 2007
- Hemicycla gaudryi (D'Orbigny, 1839)
- Hemicycla glasiana (Shuttleworth, 1852)
- Hemicycla glyceia (Mabille, 1882)
- Hemicycla gomerensis (Morelet, 1864)
- Hemicycla granomalleata (Wollaston, 1878)
- Hemicycla guamartemes (Grasset, 1857)
- Hemicycla idairae G. Verbinnen & F. Swinnen, 2014
- Hemicycla incisogranulata (Mousson, 1872)
- Hemicycla inutilis (Mousson, 1872)
- Hemicycla invernicata (Mousson, 1872)
- Hemicycla laurijona Alonso & Ibáñez, 2007
- Hemicycla mascaensis Alonso & Ibáñez, 1988
- Hemicycla maugeana (Shuttleworth, 1852)
- Hemicycla melchori R. Vega-Luz & R. Vega-Luz, 2008
- Hemicycla paeteliana L. Pfeiffer, 1859
- Hemicycla paivanopsis (Mabille, 1882)
- Hemicycla perraudierei Grasset, 1857
- Hemicycla planorbella (Lamarck, 1816)
- Hemicycla plicaria (Lamarck, 1816)
- Hemicycla pouchadan (Ibáñez & Alonso, 2007)
- Hemicycla pouchet (Férussac, 1821)
- Hemicycla psathyra (Lowe, 1861)
- Hemicycla quadricincta (Morelet, 1864)
- Hemicycla saponacea (Lowe, 1861)
- Hemicycla sarcostoma (Webb & Berthelot, 1833)
- Hemicycla saulcyi (D'Orbigny, 1839)
- Hemicycla vermiplicata (Wollaston, 1878)